# Логистическая регрессия
Логистическая регрессия или логит-модель (англ. logit model) — статистическая модель, используемая для прогнозирования вероятности возникновения некоторого события путём его сравнения с логистической кривой. Эта регрессия выдаёт ответ в виде вероятности бинарного события (1 или 0).

## Описание

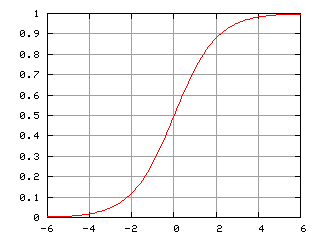
Логистическая функция:.

Логистическая регрессия применяется для прогнозирования вероятности возникновения некоторого события по значениям множества признаков. Для этого вводится так называемая зависимая переменная {\displaystyle y}, принимающая лишь одно из двух значений — как правило, это числа 0 (событие не произошло) и 1 (событие произошло), и множество независимых переменных (также называемых признаками, предикторами или регрессорами) — вещественных {\displaystyle x_{1},x_{2},...,x_{n}}, на основе значений которых требуется вычислить вероятность принятия того или иного значения зависимой переменной. Как и в случае линейной регрессии, для простоты записи вводится фиктивный признак {\displaystyle x_{0}=1.}
Делается предположение о том, что вероятность наступления события {\displaystyle y=1} равна:
{\displaystyle \mathbb {P} \{y=1\mid x\}=f(z),}
где {\displaystyle z=\theta ^{T}x=\theta _{0}+\theta _{1}x_{1}+\ldots +\theta _{n}x_{n}}, {\displaystyle x} и {\displaystyle \theta } — векторы-столбцы значений независимых переменных {\displaystyle 1,x_{1},\dots ,x_{n}} и параметров (коэффициентов регрессии) — вещественных чисел {\displaystyle \theta _{0},...,\theta _{n}}, соответственно, а {\displaystyle f(z)} — так называемая логистическая функция (иногда также называемая сигмоидой или логит-функцией):
{\displaystyle f(z)={\frac {1}{1+e^{-z}}}.}
Так как {\displaystyle y} принимает лишь значения 0 и 1, то вероятность принять значение 0 равна:
{\displaystyle \mathbb {P} \{y=0\mid x\}=1-f(z)=1-f(\theta ^{T}x).}
Для краткости функцию распределения {\displaystyle y} при заданном {\displaystyle x} можно записать в таком виде:
{\displaystyle \mathbb {P} \{y\mid x\}=f(\theta ^{T}x)^{y}(1-f(\theta ^{T}x))^{1-y},\quad y\in \{0,1\}.}
Фактически, это есть распределение Бернулли с параметром, равным {\displaystyle f(\theta ^{T}x)}.

### Подбор параметров
Для подбора параметров {\displaystyle \theta _{0},...,\theta _{n}} необходимо составить обучающую выборку, состоящую из наборов значений независимых переменных и соответствующих им значений зависимой переменной {\displaystyle y}. Формально, это множество пар {\displaystyle (x^{(1)},y^{(1)}),...,(x^{(m)},y^{(m)})}, где {\displaystyle x^{(i)}\in \mathbb {R} ^{n}} — вектор значений независимых переменных, а {\displaystyle y^{(i)}\in \{0,1\}} — соответствующее им значение {\displaystyle y}. Каждая такая пара называется обучающим примером.
Обычно используется метод максимального правдоподобия, согласно которому выбираются параметры {\displaystyle \theta }, максимизирующие значение функции правдоподобия на обучающей выборке:
{\displaystyle {\hat {\theta }}=\operatorname {argmax} _{\theta }L(\theta )=\operatorname {argmax} _{\theta }\prod _{i=1}^{m}\mathbb {P} \{y=y^{(i)}\mid x=x^{(i)}\}.}
Максимизация функции правдоподобия эквивалентна максимизации её логарифма:
{\displaystyle \ln L(\theta )=\sum _{i=1}^{m}\log \mathbb {P} \{y=y^{(i)}\mid x=x^{(i)}\}=\sum _{i=1}^{m}{\Big [}y^{(i)}\ln f(\theta ^{T}x^{(i)})+(1-y^{(i)})\ln(1-f(\theta ^{T}x^{(i)})){\Big ]}}, где {\displaystyle \theta ^{T}x^{(i)}=\theta _{0}+\theta _{1}x_{1}^{(i)}+\dots +\theta _{n}x_{n}^{(i)}.}
Для максимизации этой функции может быть применён, например, метод градиентного спуска. Он заключается в выполнении следующих итераций, начиная с некоторого начального значения параметров {\displaystyle \theta }:
{\displaystyle \theta :=\theta +\alpha \nabla \ln L(\theta )=\theta +\alpha \sum _{i=1}^{m}(y^{(i)}-f(\theta ^{T}x^{(i)}))x^{(i)},\alpha >0.}
На практике также применяют метод Ньютона и стохастический градиентный спуск.

## Регуляризация
Для улучшения обобщающей способности получающейся модели, то есть уменьшения эффекта переобучения, на практике часто рассматривается логистическая регрессия с регуляризацией.
Регуляризация заключается в том, что вектор параметров {\displaystyle \theta } рассматривается как случайный вектор с некоторой заданной априорной плотностью распределения {\displaystyle p(\theta )}. Для обучения модели вместо метода наибольшего правдоподобия при этом используется метод максимизации апостериорной оценки, то есть ищутся параметры {\displaystyle \theta }, максимизирующие величину:
{\displaystyle \prod _{i=1}^{m}\mathbb {P} \{y^{(i)}\mid x^{(i)},\theta \}\cdot p(\theta ).}
В качестве априорного распределения часто выступает многомерное нормальное распределение {\displaystyle {\mathcal {N}}(0,\sigma ^{2}I)} с нулевым средним и матрицей ковариации {\displaystyle \sigma ^{2}I}, соответствующее априорному убеждению о том, что все коэффициенты регрессии должны быть небольшими числами, идеально — многие малозначимые коэффициенты должны быть нулями. Подставив плотность этого априорного распределения в формулу выше, и прологарифмировав, получим следующую оптимизационную задачу:
{\displaystyle \sum \limits _{i=1}^{m}\log \mathbb {P} \{y^{(i)}\mid x^{(i)},\theta \}-\lambda \|\theta \|^{2}\,\to {\mbox{max}},}
где {\displaystyle \lambda ={\mbox{const}}/{\sigma ^{2}}} — параметр регуляризации. Этот метод известен как L2-регуляризованная логистическая регрессия, так как в целевую функцию входит L2-норма вектора параметров для регуляризации.
Если вместо L2-нормы использовать L1-норму, что эквивалентно использованию распределения Лапласа, как априорного, вместо нормального, то получится другой распространённый вариант метода — L1-регуляризованная логистическая регрессия:
{\displaystyle \sum _{i=1}^{m}\log \mathbb {P} \{y^{(i)}\mid x^{(i)},\theta \}-\lambda \|\theta \|_{1}\,\to {\mbox{max}}.}

## Применение
Эта модель часто применяется для решения задач классификации — объект {\displaystyle x} можно отнести к классу {\displaystyle y=1}, если предсказанная моделью вероятность {\displaystyle \mathbb {P} \{y=1\mid x\}>0{,}5}, и к классу {\displaystyle y=0} в противном случае. Получающиеся при этом правила классификации являются линейными классификаторами.

## Связанныеметоды
На логистическую регрессию очень похожа пробит-регрессия, отличающаяся от неё лишь другим выбором функции {\displaystyle f(z)}. Softmax-регрессия (англ.) обобщает логистическую регрессию на случай многоклассовой классификации, то есть когда зависимая переменная {\displaystyle y} принимает более двух значений. Все эти модели в свою очередь являются представителями широкого класса статистических моделей — обобщённых линейных моделей.